# Miguel Cordero del Campillo
Miguel Cordero del Campillo (Vegamián, León, 12 de enero de 1925-León, 12 de febrero de 2020) fue un catedrático, investigador, ensayista y veterinario español. Rector de la Universidad de León (1984-1986) y considerado una autoridad en el campo de la parasitología animal en el campo de la sanidad del ganado.

## Biografía
Hijo de Nicolás Cordero Juárez (1896-1967), un guardia civil ascendido a capitán durante la guerra civil española, y de Anunciación del Campillo Alonso (1905-1988). Fue el mayor de siete hermanos. Nació en Vegamián, una villa enclavada en la montaña oriental leonesa, que fue anegada por las aguas del río Porma (pantano del Porma) en 1967. Tras cursar el bachillerato en el colegio de los Agustinos de la capital leonesa, se licenció (1947) y doctoró (1952) en Veterinaría en la Universidad de León.
En 1952 obtuvo el número uno de las oposiciones al Cuerpo Nacional de Veterinarios. Al año siguiente fue nombrado director de la Estación Pecuaria Regional, donde permaneció diez años (1953-1963). Simultaneó ese trabajo con el de técnico en los laboratorios SYVA (1948-1963).
Desde que en 1960 accedió al Consejo Superior de Investigaciones Científicas, como profesor honorario adscrito al Instituto de Parasitología López-Neyra (Granada), donde permanenció más de veinte años (1960-1981), ocupó diversos puestos en el CSIC: jefe de la Sección de Patología Infecciosa y Parasitaria de la Estación Agrícola Experimental de León (1963-82), director en funciones de dicha Estación (1977), miembro del órgano de apoyo del Instituto López-Neyra (Granada, 1981-88), de la Comisión mixta de transferencias del Estado a la Comunidad Autónoma de Castilla y León (1985), de la Comisión Asesora de Investigación y Ciencia de la Junta de Castilla y León (desde 1999) y de la Subcomisión de Investigación de esta misma Comunidad desde el año 2000.

### Universidad de León
Su vinculación con la Universidad de León, no concluyó con su doctorado en Veterinaría, sino que continuó durante más de cuarenta años de docencia. Su carrera docente, en la universidad leonesa le hizo recorrer  todas las escalas del profesorado: ayudante de clases prácticas, profesor Adjunto (primero interino, y después, por oposición), catedrático interino, y finalmente catedrático de la Facultad de Veterinaria (1963), y catedrático emérito (1986) Durante esos años dirigió veintisiete tesis doctorales.
Compatibilizó su labor docente con otra labor no menos importante, ocupando diversos cargos en la Universidad: director del Departamento de Patología infecciosa y parasitaria, vicedecano (1964-1967), decano (1967-1974), y vicerrector de la Universidad de Oviedo para el campus de León (1975), hasta que poco tiempo después dimitió por desacuerdos con el rector de la Universidad ovetense. Pero antes de su marcha, consiguió la trasnformación de la sección de Biológicas en Facultad de Biológicas.
Con la llegada de la transición democrática a España, fue nombrado senador independiente (1977-1979).  Participó en la construcción de la Comunidad autónoma de Castilla y León.
De regreso al mundo universitario, tuvo un importante papel en el nacimiento de la Universidad de León en 1979, desgajada de la Universidad de Oviedo, siendo nombrado sucesivamente: vicerrector (1983-1984) y rector (1984-1986).

### Fallecimiento
Falleció a los noventa y cinco años en su domicilio la madrugada del miércoles 12 de febrero de 2020.

## Academias y asociaciones
Fue miembro de diversas academias y asociaciones científicas, internacionales de Inglaterra, París, México, Portugal, Bulgaria y Argentina, entre las que se encuentran:
- Real Academia de Medicina de Oviedo.[6]
- Real Sociedad Española de Historia Natural.[6]
- Asociación Española de Historia de la Veterinaria
- World Association for the Advancement of Veterinary Parasitology (miembro de honor)
- European Federation of Parasitologists

## Publicaciones
Autor de veinticuatro monografías y de un gran número de trabajos científicos de su especialidad, publicados en revistas de Europa y América. Entre otros, destacan:
- Estudios sobre coccidiosis (1962, Premio de Investigación Agraria del Ministerio de Agricultura)
- Semblanzas veterinarias (en colaboración, 1973)
- Sobre la epidemiología de la toxoplasmosis (1973)
- Índice-catálogo de zooparásitos ibéricos (1980)
- La Universidad de León. De la Escuela Universitaria a la Universidad (1983)
- Universidad de León. Primer decenio, 1979-1989 (1990)
- Crónica de un compromiso (La Transición política en León) (1988)
- Ganadería leonesa: tópicos y realidades (1999)
- Crónicas de Indias: Ganadería, Medicina, Veterinaria (2002)
- Vela Zanetti/Gordón Ordás. Correspondencia en el exilio (2002)
- Félix Gordón Ordás (1885-1973) (2004).

## Distinciones
Recibió veintiséis distinciones, entre las que destacamos:
- Víctor de bronce al «mérito profesional» (1947)
- Encomienda de la Orden de Alfonso X (1978)
- Medalla al Mérito Constitucional (1980)
- Medalla López-Neyra de la Asociación de Parasitólogos españoles (1983)
- Gran Cruz de la Orden Civil de Sanidad (1985)
- Leonés del Año (1985)
- Premio Castilla y León de Investigación Científica y Técnica (1989)[16]
- Doctor honoris causa por la Universidad de Vorónezh (Federación Rusa, 1993)
- Doctor honoris causa por la Universidad de Extremadura (1994)
- Encomienda de número de la Orden del Mérito Agrario (2001)
- Medalla de Oro de la Universidad de León (2003)
- Honorary Member de la European Veterinary Parasitology Colleege (2003)
- Cheiron Medal, otorgada por la World Association for the History of Veterinary Medicine (2003)[17]
- Medalla de oro de León (2006)[6]